# Froschloch

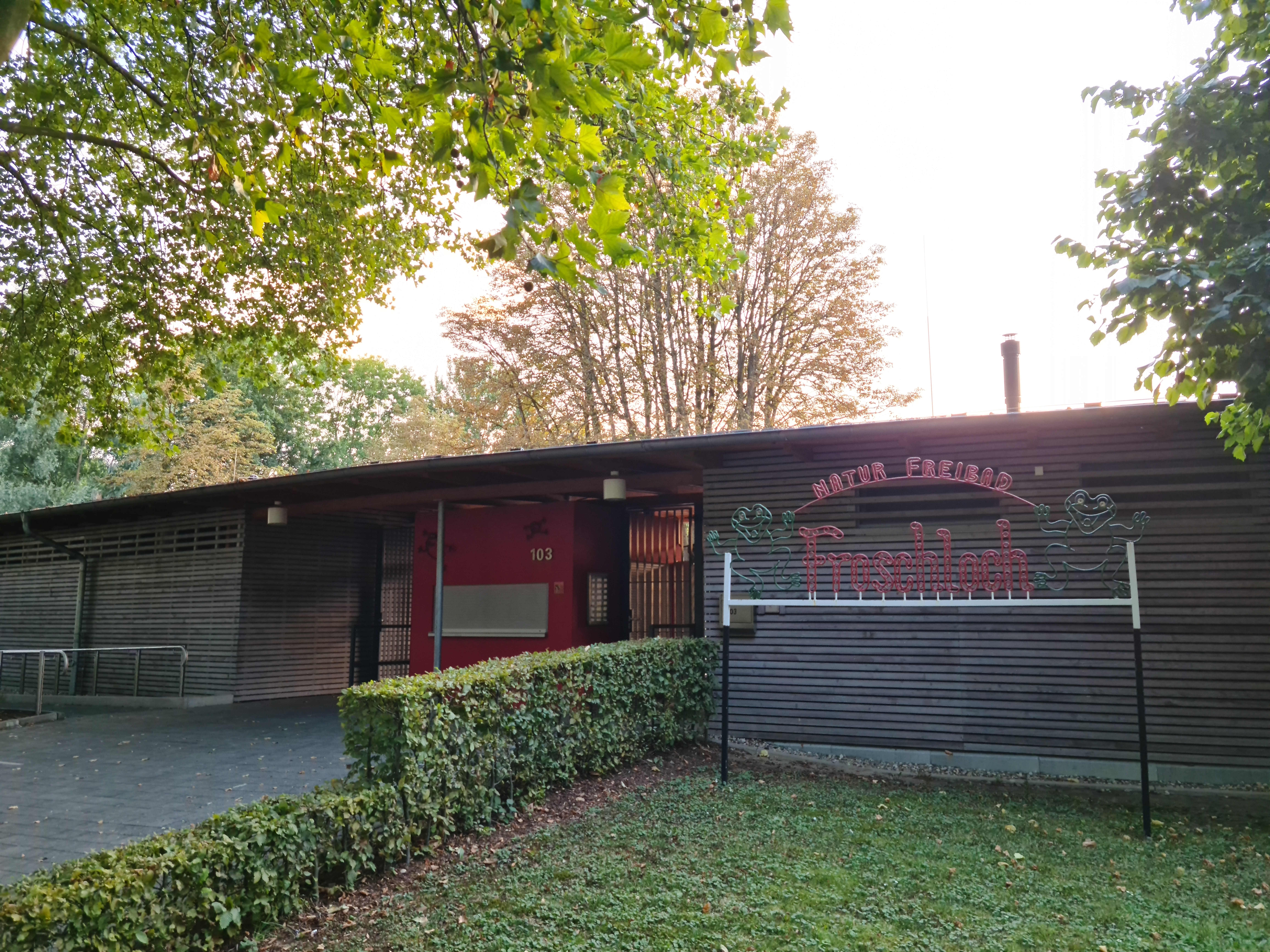
Naturfreibad Froschloch – Eingangsbereich

Das Naturfreibad Froschloch ist eine Badeanlage im Dortmunder Stadtteil Hombruch. Betreiber des Bades ist die gemeinnützige Sportwelt Dortmund GmbH, getragen vom DLRG-Bezirk Dortmund, dem Kreisverband Schwimmen und angeschlossenen Vereinen.

## Freibad

### Geschichte
Das Freibad Froschloch wurde 1927 errichtet und gehört zu den ältesten Freibädern Dortmunds. Das Bad besaß ursprünglich eine 50-Meter-Bahn, ein angegliedertes Nichtschwimmerbecken und einen Drei-Meter-Sprungturm. In den 1980er Jahren wurde ein Tennisplatz und ein Planschbecken für Kleinkinder errichtet.
Aufgrund der maroden Bau- und Beckensubstanz musste das Bad 2005 geschlossen werden, im Mai 2007 wurden von der Stadt Dortmund 1,6 Millionen Euro für die Sanierung des Freibades und den Umbau zum ersten Dortmunder Naturbad zur Verfügung gestellt. Ab Spätsommer 2008 wurden die Beckensubstanz, die technische Badewasseraufbereitung (Filter, Desinfektion, Beckenhydraulik) und die Freiflächen erneuert bzw. umgebaut. Auch die Sanitäranlagen und die gastronomischen Bereiche wurden erneuert.
Die Wiedereröffnung des Froschlochs war für die Sommersaison 2009 geplant, verzögerte sich jedoch durch die Folgen des schweren Hochwassers in Dortmund im Jahr 2008 und durch Mängel in der Bauausführung, lediglich ein Tag der offenen Tür konnte im September 2009 abgehalten werden.

### Attraktionen
Das Schwimmbecken besitzt heute vier 25-m-Schwimmbahnen und einen getrennten Nichtschwimmerbereich. An der bogenförmigen Flachwasserseite des Nichtschwimmerbeckens wurde ein künstlicher Sandstrand angelegt. Ein zweites neues Nichtschwimmerbecken wurde mit leichtem Höhenunterschied gebaut, über eine Rutsche kann der untere Bereich erreicht werden. Auch ein Sprenklerfeld, Spielbach und ein flacher Planschbereich für Kleinkinder wurden eingerichtet.

### Wasseraufbereitung
Die Wasseraufbereitung des Naturfreibades basiert auf rein mechanischen und biochemischen Mechanismen, so dass auf chemische Desinfektion verzichtet werden kann. Im Froschloch wird ein 1.200 m² großer Neptun-Filter verwendet, der aus feinem Splitt besteht und mit dem Badewasser beregnet wird. Das Funktionsprinzip ist vergleichbar mit Tropfkörperanlagen, die in Klärwerken verwendet werden.

## Villa Froschloch

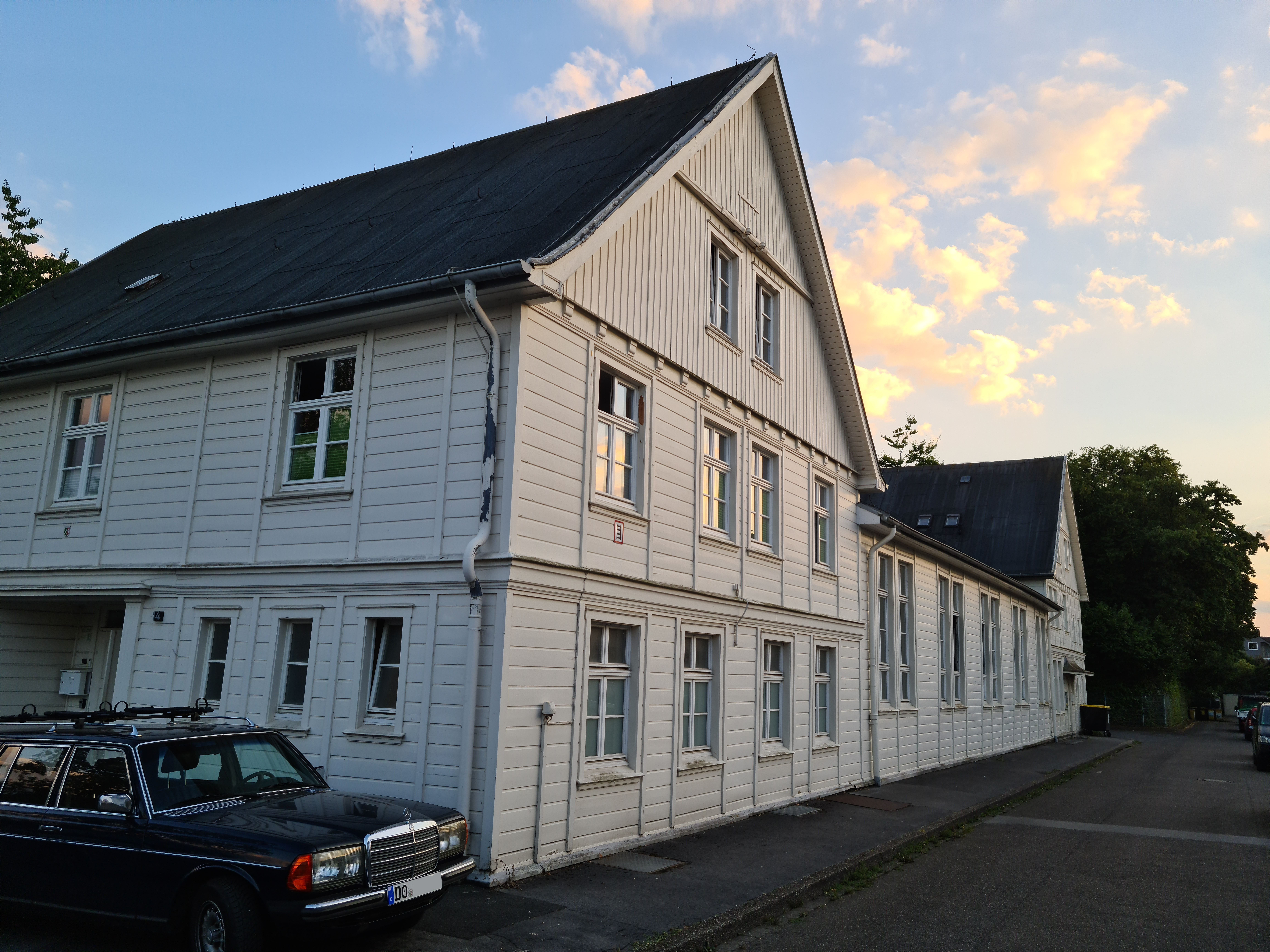
Villa Froschloch

Direkt neben dem Freibad befindet sich die 1926 erbaute, denkmalgeschützte Villa Froschloch, die als Gästehaus und Lehrgangs- und Bildungsstätte des Stadtsportbundes genutzt wird.